# Hlístoun červenohřívý
Hlístoun červenohřívý (Regalecus glesne) je ryba z čeledi hlístounovitých. Jedná se o nejdelší kostnatou rybu na světě.

## Popis
Dospělý jedinec dosahuje délky 3 až 8 nebo 10 metrů a hmotnosti 270 kilogramů (údaje o délce až kolem 16 nebo dokonce 20 metrů jsou neověřené). Druh žije v hloubkách několika stovek metrů. Její tělo je ze stran zploštělé, stuhovité a jak se vlní ve vodě v tropických a mírných mořích. V roce 2010 se vědcům z Louisianské státní univerzity podařilo pravděpodobně vůbec poprvé natočit hlístouna červenohřívého v jeho přirozeném prostředí. Záznam pořídili v Mexickém zálivu v hloubce zhruba půl kilometru.
Pro svou délku je v některých jazycích označován jako mořský had.

## Legenda
Námořníci dlouho pokládali hlístouna červenohřívého za druh mořského hada. Jeho vzhled, vzácnost a zbarvení daly mezi námořníky a rybáři vzniknout příběhům a pověrám. Je například pokládán za krále, který vede sledě a lososy během jejich migrace (odtud i anglický název King of herrings, tj. doslova „král sleďů“). Ve skutečnosti se jedná o zvíře neagresivní, a to i přes vzhled monstra: vypoulené oči, jasně červená hřbetní ploutev.

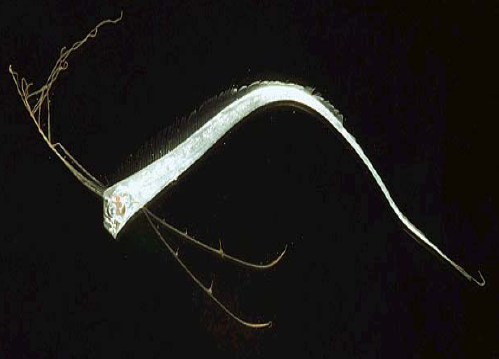
Mládě hlístouna červenohřívého